# Чемпионат СССР по лёгкой атлетике 1940
Чемпионат СССР по лёгкой атлетике 1940 года прошёл 25-30 августа в Москве на стадионе «Динамо». Соревнования по марафону проводились в Москве 15 сентября, старт и финиш — на стадионе «Сталинец».
В соревнованиях приняли участие 211 мастеров спорта и перворазрядников (140 мужчин и 71 женщина) из 27 спортивных обществ и 27 городов. Они представляли спортивные общества «Динамо» (41 участник), «Спартак» и ЦДКА (по 24), «Пищевик» (18), «Медик» (17), «Буревестник» (13), «Локомотив» (12), «Красное знамя», «Наука», «Металлург» (по 2), «Торпедо», «Строитель Центра» (по 1) и др. 93 участника представляли Москву, 42 — Ленинград, 13 — Харьков, другие города делегировали от 1 до 5 человек.

## Медалисты

### Мужчины
| Вид                           | 1 место                                                  | Результат   | 2 место                                  | Результат  | 3 место                                | Результат  |
| ----------------------------- | -------------------------------------------------------- | ----------- | ---------------------------------------- | ---------- | -------------------------------------- | ---------- |
| Бег на 100 м                  | Роман Сеницкий «Спартак» Львов                           | 10,6 NR     | Пётр Головкин ЦДКА Москва                | 10,6 NR    | Иван Анисимов «Здоровье» Харьков       | 10,7       |
| Бег на 200 м                  | Роберт Люлько «Динамо» Ленинград                         | 22,3        | Пётр Головкин ЦДКА Москва                | 22,4       | Николай Янчевский «Пищевик» Минск      | 22,7       |
| Бег на 400 м                  | Роберт Люлько «Динамо» Ленинград                         | 49,7        | Александр Пугачёвский «Динамо» Москва    | 50,1       | Николай Янчевский «Пищевик» Минск      | 50,1       |
| Бег на 800 м                  | Александр Пугачёвский «Динамо» Москва                    | 1.54,0      | Станислав Пржевальский «Медик» Ленинград | 1.55,2     | И. Пономаренко ЦДКА Москва             | 1.55,6     |
| Бег на 1500 м                 | Александр Пугачёвский «Динамо» Москва                    | 4.02,4      | Станислав Пржевальский «Медик» Ленинград | 4.03,8     | И. Соколов «Динамо» Москва             | 4.05,6     |
| Бег на 5000 м                 | Серафим Знаменский «Спартак» Москва                      | 14.42,8     | Феодосий Ванин ЦДКА Свердловск           | 14.43,6    | Григорий Ермолаев «Медик» Москва       | 15.03,4    |
| Бег на 10000 м                | Феодосий Ванин ЦДКА Свердловск                           | 31.17,0     | Георгий Знаменский «Медик» Москва        | 31.35,6    | Моисей Иванькович «Локомотив» Москва   | 31.39,0    |
| Эстафета 4х100 м              | Ленинград (Д. Ионов, Г. Логинов, Р. Люлько, А. Венников) | 43,1        | Харьков                                  | 43,9       |                                        |            |
| Часовой бег                   | Феодосий Ванин ЦДКА Свердловск                           | 18 347 м NR | Моисей Иванькович «Локомотив» Москва     | 18 168 м   | Виталий Бруенок ЦДКА Москва            | 18 130 м   |
| Марафон                       | Яков Пунько ЦДКА Москва Михаил Глансков ЦДКА Москва      | 2:39.25,0   |                                          |            | Николай Копылов ЦДКА Москва            | 2:41.04,0  |
| Бег на 110 м с барьерами      | Иван Степанчонок «Динамо» Москва                         | 15,1        | Иван Анисимов «Здоровье» Харьков         | 15,3       | Дмитрий Ионов «Медик» Ленинград        | 15,5       |
| Бег на 400 м с барьерами      | Николай Митянин «Спартак» Казань                         | 55,3        | Виктор Шелудяков «Спартак» Москва        | 55,9       | Г. Циммерберг «Динамо» Москва          | 56,0       |
| Бег на 3000 м с препятствиями | Павел Савельев «Динамо» Киев                             | 9.33,0      | Пётр Степанов ЦДКА Москва                | 9.33,7     | П. Зверев «Динамо» Москва              | 9.41,0     |
| Ходьба на 10 км               | Иван Шкодин «Буревестник» Смоленск                       | 49.36,6 NR  | Калинин «Спартак» Москва                 | 51.12,8    | Юников «Учитель» Свердловск            | 51.31,8    |
| Полоса ГТО                    | М. Алябин «Динамо» Ленинград                             | 59,9 NR     | Плаксин «Динамо» Москва                  | 1.01,3     | Шенгер «Динамо» Ленинград              | 1.02,1     |
| Прыжок в высоту с разбега     | В. Сидорко «Большевик» Киев                              | 1,85 м      | Габриэль Атанелов «Динамо» Тбилиси       | 1,80 м     | С. Афанасьев ЦДКА Ленинград            | 1,80 м     |
| Прыжок с шестом               | Николай Озолин «Динамо» Москва                           | 4,20 м      | Гавриил Раевский «Динамо» Харьков        | 4,00 м     | Семён Березинский «Динамо» Москва      | 3,90 м     |
| Прыжок в длину с разбега      | Михаил Петяев «Медик» Москва                             | 6,96 м      | В. Волчков «Медик» Ленинград             | 6,86 м     | Н. Гурьянов ЦДКА Москва                | 6,81 м     |
| Тройной прыжок с разбега      | Борис Замбримборц «Нефтяник» Москва                      | 14,49 м     | Габриэль Атанелов «Динамо» Тбилиси       | 14,31 м    | С. Афанасьев ЦДКА Ленинград            | 14,04 м    |
| Толкание ядра                 | Александр Канаки ЦДКА Киев                               | 15,12 м     | Леонид Митропольский «Динамо» Москва     | 14,88 м    | К. Локк «Локомотив» Москва             | 14,57 м    |
| Метание диска                 | Сергей Ляхов «Динамо» Ашхабад                            | 44,50 м     | Али Исаев «Нефтяник» Москва              | 44,35 м    | Леонид Митропольский «Динамо» Москва   | 44,07 м    |
| Метание копья                 | Виктор Алексеев «Зенит» Ленинград                        | 62,68 м     | Александр Винк ГОЛИФК Ленинград          | 57,93 м    | Иван Сергеев «Динамо» Москва           | 55,30 м    |
| Метание молота                | Александр Шехтель «Пищевик» Ленинград                    | 49,92 м     | Сергей Ляхов «Динамо» Ашхабад            | 49,35 м    | Артур Шехтель «Медик» Ленинград        | 48,40 м    |
| Метание гранаты               | Анатолий Соловьёв «Локомотив» Чита                       | 78,90 м     | И. Большаков ЦДКА Ленинград              | 78,73 м    | Ушаков ЦДКА Ленинград                  | 73,71 м    |
| Метание связки гранат         | П. Стёпушкин «Спартак» Ростов-на-Дону                    | 24,48 м NR  | Анатолий Соловьёв «Локомотив» Чита       | 22,50 м    | И. Большаков ЦДКА Ленинград            | 22,22 м    |
| Пятиборье                     | Константин Кудрявцев «Локомотив» Москва                  | 3322 очка   | Кузнецов ЦДКА Москва                     | 3117 очков | Вячеслав Садовский «Пищевик» Ленинград | 3032 очка  |
| Десятиборье                   | Александр Дёмин ЦДКА Москва                              | 6718 очков  | Иван Степанчонок «Динамо» Москва         | 6571 очко  | П. Иванов КИМ Ленинград                | 6494 очка  |
| Пятиборье в гранатометании    | И. Большаков ЦДКА Ленинград                              | 2701 очко   | Чернов «Старт» Ташкент                   | 2153 очка  | Анатолий Соловьёв «Локомотив» Чита     | 1835 очков |

### Женщины
| Вид                         | 1 место                                                    | Результат           | 2 место                            | Результат         | 3 место                                   | Результат  |
| --------------------------- | ---------------------------------------------------------- | ------------------- | ---------------------------------- | ----------------- | ----------------------------------------- | ---------- |
| Бег на 100 м                | Евгения Сеченова «Динамо» Москва                           | 12,3                | Валентина Косарева «Динамо» Москва | 12,5              | Наталья Петухова «Спартак» Москва         | 12,7       |
| Бег на 200 м                | Евгения Сеченова «Динамо» Москва                           | 25,4                | Вера Пижурина ЦДКА Киев            | 25,6              | С. Ганцева «Локомотив» Москва             | 25,7       |
| Бег 400 м                   | Вера Пижурина ЦДКА Киев                                    | 58,3                | П. Родина «Динамо» Москва          | 1.00,0            | К. Шило «Динамо» Харьков                  | 1.00,4     |
| Бег 800 м                   | К. Шило «Динамо» Харьков                                   | 2.15,3              | Анна Зайцева «Спартак» Москва      | 2.15,9            | Анна Мушкина «Нефтяник» Москва            | 2.17,0     |
| Бег 1500 м                  | В. Андреева «Сталинец» Москва                              | 4.44,2              | Анна Мушкина «Нефтяник» Москва     | 4.45,8            | Евгения Егорова «Спартак» Москва          | 4.53,4     |
| Эстафета 4х100 м            | Москва (Н. Петухова, Е. Сеченова, С. Ганцева, В. Косарева) | 50,1                |                                    |                   |                                           |            |
| Бег на 80 м с барьерами     | Екатерина Адаменко «Швейник» Киев                          | 12,2                | Галина Турова «Динамо» Ленинград   | 12,2              | О. Шуст «Спартак» Москва                  | 12,2       |
| Полоса ГТО                  | Нина Буянова «Пищевик» Одесса                              | 36,3                | Надина Цезаревич «Сталинец» Москва | 36,8              | Мария Минина «Динамо» Ленинград           | 38,2       |
| Прыжок в высоту с разбега   | Галина Ганекер «Нефтяник» Баку                             | 1,55 м              | Л. Куликова «Динамо» Ленинград     | 1,45 м            | Ольга Шахова «Динамо» Ленинград           | 1,45 м     |
| Прыжок в длину с разбега    | Элла Мицис «Динамо» Москва                                 | 5,38 м              | О. Эргард «Медик» Ленинград        | 5,37 м            | А. Свирькова «Буревестник» Ростов-на-Дону | 5,06 м     |
| Толкание ядра               | Татьяна Севрюкова «Спартак» Тбилиси                        | 13,35 м             | Анна Андреева «Водник» Москва      | 12,37 м           | Антонина Цимот «Динамо» Ленинград         | 11,56 м    |
| Метание диска               | Клавдия Емельянова «Динамо» Свердловск                     | 38,31 м             | Элла Мицис «Динамо» Москва         | 38,11 м           | Ольга Шахова «Динамо» Ленинград           | 37,43 м    |
| Метание копья               | Евдокия Озерова «Медик» Ростов-на-Дону                     | 44,21 м             | Татьяна Карпова «Медик» Иваново    | 43,64 м           | Элла Мицис «Динамо» Москва                | 39,87 м    |
| Метание гранаты             | Евдокия Озерова «Медик» Ростов-на-Дону                     | 50,20 м             | Л. Шихова «Динамо» Алма-Ата        | 48,13 м           | Петрунина «Локомотив» Сасово              | 45,91 м    |
| Метание мяча                | Зоя Синицкая «Динамо» Харьков                              | 45,18 м             | Горелова «Буревестник» Ленинград   | 43,69 м           | Малахова «Динамо» Москва                  | 43,23 м    |
| Пятиборье                   | Элла Мицис «Динамо» Москва                                 | 3984 очка NR (3943) | О. Шуст «Спартак» Москва           | 3208 очков (3216) | Клавдия Точёнова «Медик» Ленинград        | 2938 очков |
| Троеборье по гранатометанию | Александра Дядиченко «Крылья Советов» Москва               | 1878 очков          | Мария Минина «Динамо» Ленинград    | 1468 очков        | Антонина Цимот «Динамо» Ленинград         | 1459 очков |

Командное первенство выиграл ЦДКА.